# Região Metropolitana de Macapá
A Região Metropolitana de Macapá é uma região metropolitana no estado do Amapá, instituída pela Lei Complementar Estadual n.º 21, de 26 de fevereiro de 2003, e compreende os municípios de Macapá, capital do estado, de Santana e de Mazagão. Este último foi incluído em 2016. Apresenta uma população de 646.323 habitantes segundo a Estimativas de 2019 do Instituto Brasileiro de Geografia e Estatística (IBGE).
| Município | Legislação  | Área (km²) | População (2019) | PIB em R$ (2007) |
| --------- | ----------- | ---------- | ---------------- | ---------------- |
| Macapá    | LCE 21/2003 | 6.563,849  | 503.327          | 4.190.504,719    |
| Santana   | LCE 21/2003 | 1.541,224  | 121.364          | 1.100.141,404    |
| Mazagão   | LCE 3/2015  | 13.294,778 | 21.632           |                  |
| Total     |             | 21.399,851 | 646.323          | 5.290.646,123    |